# Hypocopra
Hypocopra es un género de hongos en la familia Xylariaceae.